# 欧州漁業管理機関
欧州漁業管理機関（おうしゅうぎょぎょうかんりきかん、英語：European Fisheries Control Agency、略称：EFCA）は、欧州連合の専門機関の一つ。目的は漁業分野における加盟国間の調整業務を実施し、共通漁業政策について加盟国に援助を提供する。当初の本部はベルギー王国ブリュッセルに置かれていたが、2008年7月からスペインのビーゴに移転している。

## 概要
欧州連合はヨーロッパ全体の漁業政策の順守文化を熟成すべく、2002年の改革で担任機関を設立することに合意する。2005年4月に「理事会規則 768/2005」を採択した。これに伴い共同体漁業管理機関（Community Fisheries Control Agency、CFCA）が設立される。その主たる目的については共通漁業政策が順守されるよう各国に対する国家間統制の協力や査察活動の執行および組織調整をすることである。従って、機関はヨーロッパにおける漁業政策に特化した政治的かつ技術管理的な行政機関である。また、欧州海上保安機関の一部部門と競合する分野もあるが、これについては個別の事情により異なる。
具体的な業務としては、共同体管理と検査業務に関する加盟国間の調整、現行規定の下で加盟国統制のための共通プールの調整、委員会および第三者への漁業活動および管理活動に関する情報伝達による加盟国支援、権限の範囲以内での共通漁業政策の規定に基づく義務を順守する加盟国の支援、共通漁業政策の調和する業務の支援、統制および監督方法の分野における加盟国と欧州委員会の研究開発業務への寄与、検査官の教育訓練と加盟国間における経験の交換の調整、共同体規則に基づく違法操業対策や無報告行為に対する措置の調整などがある。
更に、特定の合意が形成されれば加盟国領海や200海里の排他的経済水域内だけでなく国際水域や第三国水域内で活動することも可能となっている。
2012年1月1日に組織名が共同体から欧州に改称される。

## 組織
本部は2005年の設立時にはベルギーのブリュッセルに置かれていたが、2008年7月1日にビーゴ市内のオドリオソーラ・ビルに暫定的に置かれ、7月19日にスペイン政府と機関は協定に署名し、正式に運用開始される。ビーゴが選ばれた理由はヨーロッパ最大の水揚げ高を誇る漁港であるからとされる。
本部には約30人で構成される管理役員会が置かれこの下に専属職員が働き、欧州委員会および加盟国が関わる沿岸領域についての業務に従事する。